# Йосиф Алфандари
Йосиф Конорти Алфандари (Васката) е участник в Съпротивителното движение по време на Втората световна война. Български партизанин от Партизански отряд „Христо Кърпачев“.

## Биография
Йосиф Алфандари е роден на 11 май 1911 г. в гр. Дупница. Български гражданин от еврейски произход. Работи като шивач в Дупница и София. Активен член на РМС и БКП от 1934 г.
Участва в Съпротивителното движение по време на Втората световна война. Помагач на Дупнишкия партизански отряд. В началото на 1943 г. е арестуван по антиеврейския репресивен Закон за защита на нацията. Въдворен е в еврейска работна група на шосето София-Варна при с. Микре, Ловешко.
През октомври 1943 г. бяга от лагера и преминава в нелегалност. Партизанин от II чета на Партизански отряд „Христо Кърпачев“. Приема нелегалното име Васката. Участва в бойните действия на отряда. В сражението с войскови и полицейски подразделения на 7 и 8 януари 1944 г. в местността „Бялка“ край с. Радювене е ранен. Откъсва се от четата и прави опит да се добере до родния си край. Заловен е в района на спирка „Хумата“. Разстрелян в Ловешкото полицейско управление на 2 февруари 1944 г.